# アマルガサウルス
アマルガサウルス（Amargasaurus=発見地のラ・アマールガ渓谷に由来）は中生代白亜紀前期、今のアルゼンチンに生息していた恐竜。
全長約12メートルと比較的小型で首の短い竜脚類だが、首から背中に掛けての椎骨に長い突起が生えている。特に首の突起は長くなっており、2枚の帆のようになっていた。この「帆」は皮膜が張ってディスプレイや体温調節に用いられた、あるいは角鞘に覆われて武器として機能した、さらには突起同士をぶつけて大きな音を出し、ライヴァルや捕食者に対する警告に用いたなど、様々な解釈がなされている。
ジュラ紀にアフリカに棲息していたディクラエオサウルスに比較的近縁とされる。

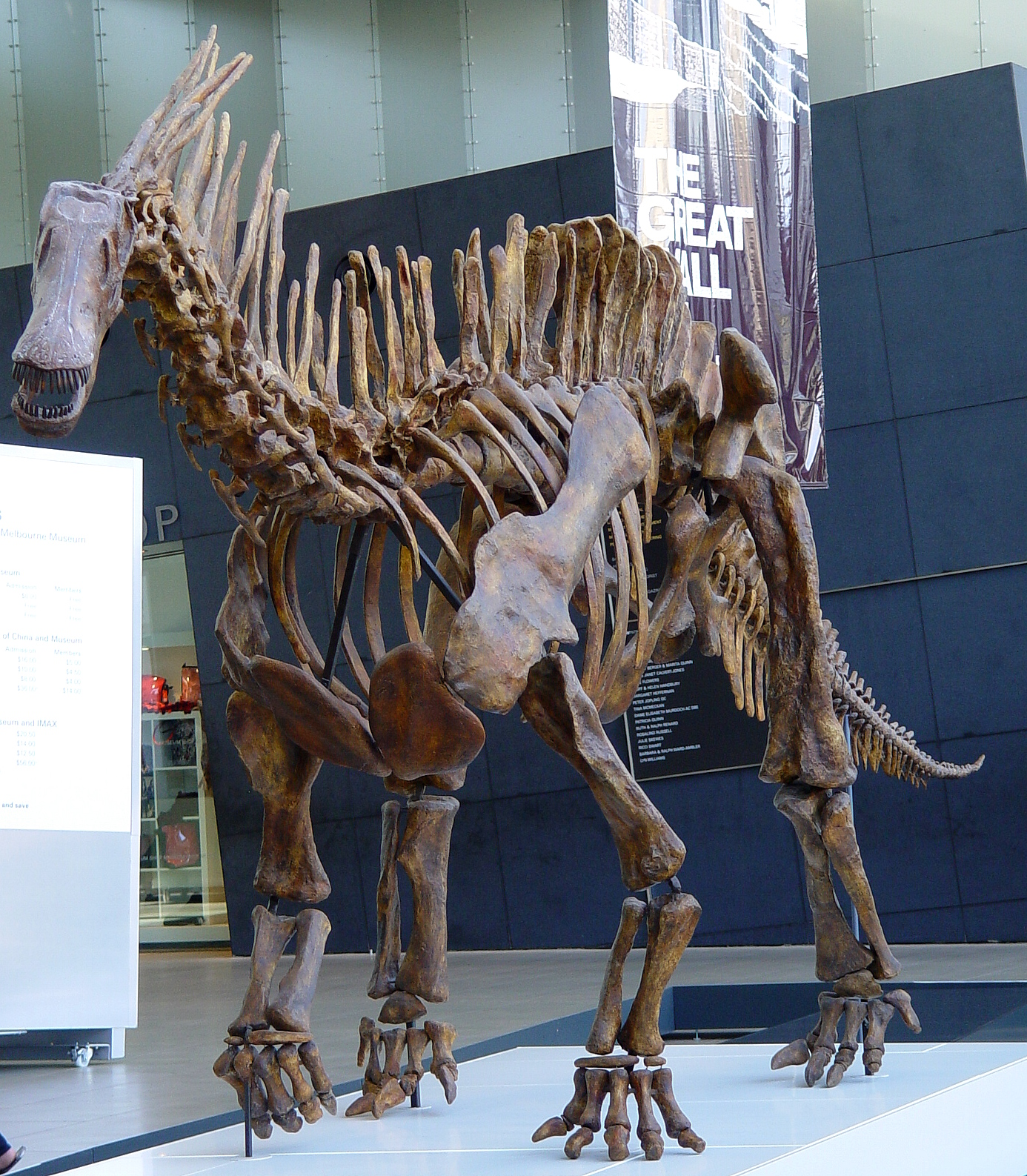
全身骨格
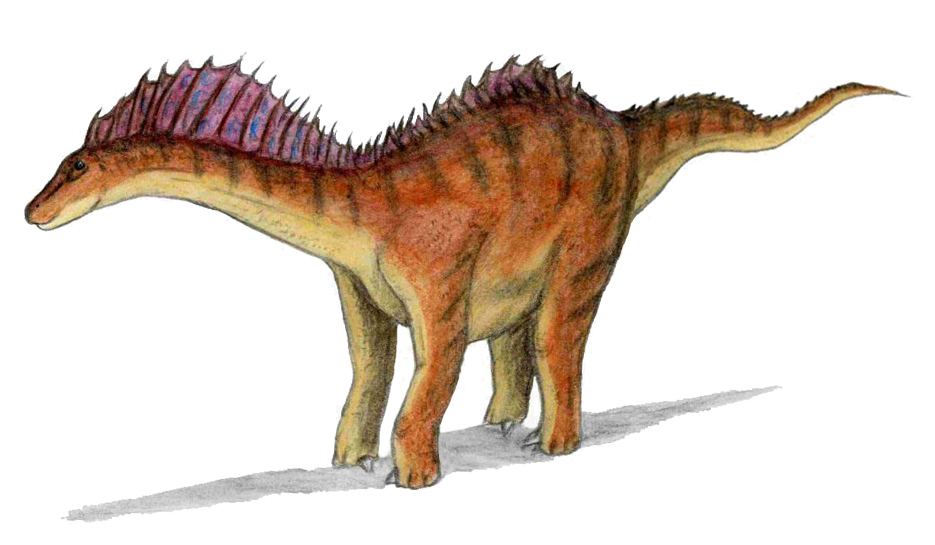
アマルガサウルス 想像図（帆あり）
ディクラエオサウルス科恐竜たちのスケール比較。アマルガサウルスは緑色。